# Charm Tong
Charm Tong (Xã, Birmânia; 1981) é uma professora xã e ativista dos direitos humanos. Ela é diretora da Escola para Jovens das Nacionalidades do Estado de Xã no norte da Tailândia.
Charm Tong é também uma das fundadoras da Shan Women's Action Network, que publicou o relatório License to Rape de 2002. Por muitos anos, Charm ajudou refugiados a encontrarem uma escola na Tailândia.

## Biografia

### Juventude
Quando Charm Tong tinha seis anos, sua família deixou o estado de Xã para escapar dos combates entre as forças xãs e o Tatmadaw (o exército estadual da Birmânia), que faz parte dos conflitos internos em curso na Birmânia. A família então mudou-se para um campo de refugiados na fronteira da Tailândia com a Birmânia, e os levou para um orfanato católico.

### Ativismo de direitos humanos
Ela começou seu trabalho como ativista de direitos humanos aos 16 anos. No ano seguinte, ela falou para a Comissão de Direitos Humanos das Nações Unidas em Genebra sobre as questões enfrentadas pelas mulheres xãs, particularmente como vítimas do uso de estupro sistemático como arma de guerra. Charm Tong também recebeu o Prêmio Marie Claire de Mulher do Ano e o Prêmio Reebok de Direitos Humanos. Ela fala vários idiomas, incluindo inglês, tailandês, mandarim e seu nativo xã.
Em 2002, a Shan Women's Action Network divulgou seu relatório Licence to Rape: o regime militar birmanês usa violência sexual na guerra do estado de Xã em curso, que tentava documentar "173 incidentes de estupro e outras formas de violência sexual, envolvendo 625 meninas e mulheres, cometida pelas tropas do exército birmanês no estado de Xã". O relatório descreve "a incidência sistemática e generalizada de estupro" e inclui 28 entrevistas detalhadas com vítimas de estupro. Sua publicação chamou a atenção mundial para a questão da violência sexual em conflitos internos na Birmânia. O governo militar birmanês, o Conselho de Estado de Paz e Desenvolvimento, negou as conclusões do relatório, alegando que os insurgentes são os responsáveis pela violência na região.

### Reconhecimento internacional
Em 31 de outubro de 2005, Charm Tong visitou a Casa Branca para discutir a situação política birmanesa com o presidente dos EUA, George W. Bush, o Conselheiro de Segurança Nacional Stephen J. Hadley e outros altos funcionários dos EUA. "Estou muito feliz ... por quebrar o silêncio sobre o que está acontecendo com o povo birmanês", disse ela a repórteres depois. O congressista Tom Lantos, co-fundador da Comissão Tom Lantos de Direitos Humanos, previu que os 50 minutos de Charm Tong com Bush "iriam reverberar em todo o mundo". O Irrawaddy escreveu em dezembro daquele ano que os lobistas atribuíam "a franqueza de Bush na Birmânia" ao "efeito Charm Tong".
Por seu trabalho de investigação e publicidade sobre os abusos cometidos contra as mulheres Shan pelas Forças Armadas da Birmânia, Charm Tong recebeu o Prêmio Marie Claire Mulheres do Mundo em 2004 e o Prêmio Reebok de Direitos Humanos em 2005. Ela também recebeu o 2007 Student Peace Prize, concedido a ela no International Student Festival em Trondheim. Em 2008, ela recebeu o Prêmio Vital Voices de Liderança Global no campo dos direitos humanos, que compartilhou com Khin Ohmar da Liga Feminina da Birmânia. O prêmio foi entregue a ela pela primeira-dama dos Estados Unidos, Laura Bush. Charm Tong recebeu prêmios internacionais, incluindo Marie Claire Mulheres do Ano e o Prêmio Reebok de Direitos Humanos.